# Janville (Oise)
Janville ist eine nordfranzösische Gemeinde mit 635 Einwohnern (Stand: 1. Januar 2022) im Département Oise in der Region Hauts-de-France. Sie gehört zum Arrondissement Compiègne und zum Kanton Compiègne-1.

## Geografie
Janville liegt etwa sechs Kilometer nordöstlich von Compiègne an der Oise. Umgeben wird Janville von den Nachbargemeinden Longueil-Annel im Norden und Westen, Choisy-au-Bac im Osten sowie Clairoix im Süden und Westen.

## Bevölkerungsentwicklung
| Jahr                       | 1962 | 1968 | 1975 | 1982 | 1990 | 1999 | 2006 | 2018 |
| Einwohner                  | 580  | 705  | 719  | 704  | 703  | 695  | 698  | 675  |
| Quellen: Cassini und INSEE |      |      |      |      |      |      |      |      |

## Sehenswürdigkeiten

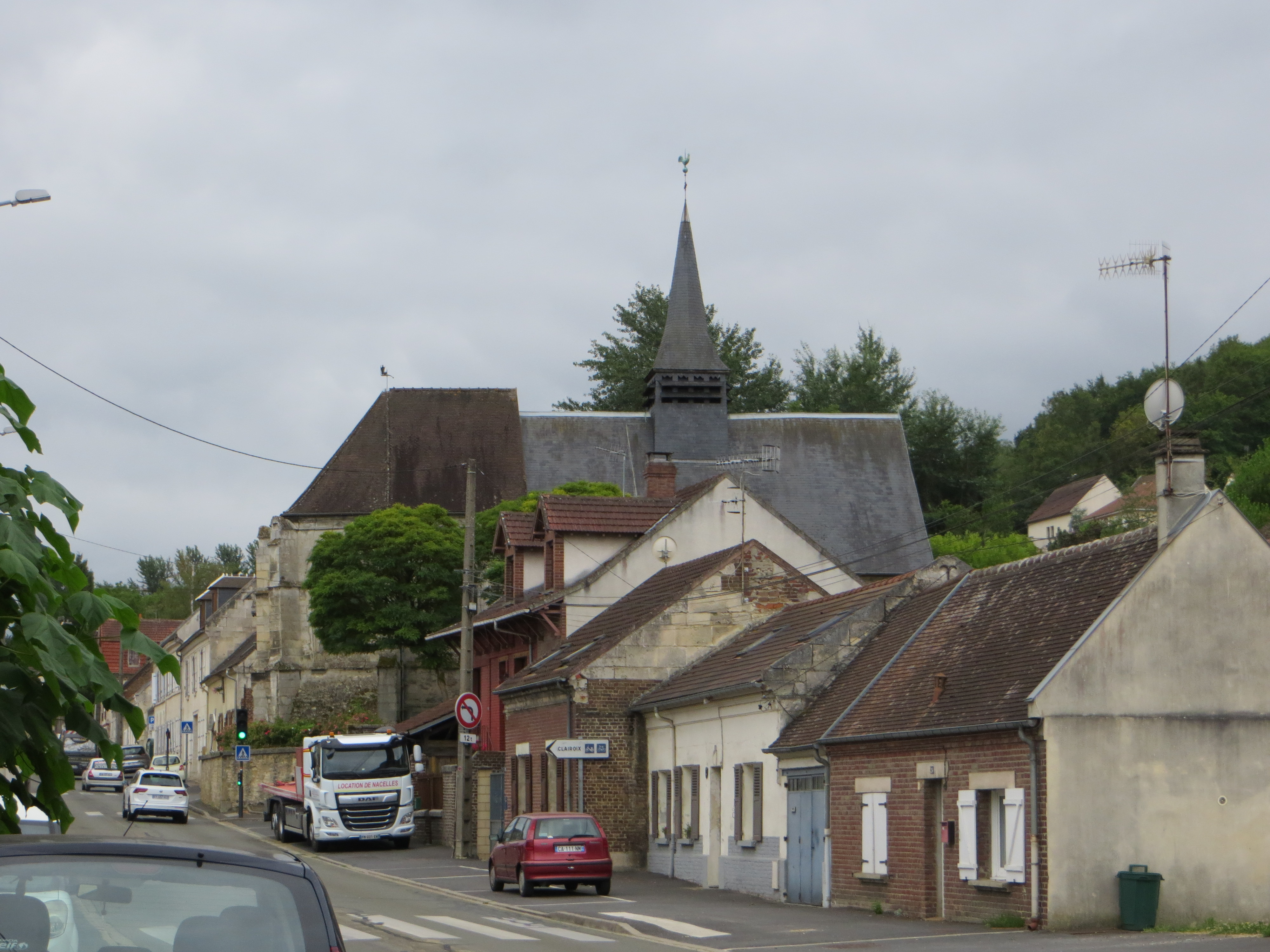
Kirche Saint-Nicolas

- Kirche Saint-Nicolas